# 伊集院久宣
伊集院 久宣（いじゅういん ひさのぶ）は、戦国時代から安土桃山時代にかけての武将。島津家の重臣伊集院忠朗の従兄弟で島津氏の家臣。

## 略歴
天文17年（1548年）、本田董親の施策に反抗した本田実親が立て籠もる大隅国姫木城の戦いに出陣。弘治2年（1556年）には蒲生氏の本拠である蒲生城攻めで活躍する。永禄10年（1567年）、馬越城の戦いに参加した。
島津氏の勢力拡大と比例して各地に出陣するようになり、天正4年（1576年）の高原城攻めを皮切りに天正6年（1578年）の耳川の戦い、翌々年の天正8年（1580年）には肥後国日平城（日比良城、花牟礼城）攻め、翌年の相良氏重臣犬童頼安が籠もる水俣城攻めでも活躍した。
天正10年（1582年）、肥後国隈本城に新納忠元とともに在番。翌年は相良氏の同盟者で、相良氏降伏後も抵抗を続ける阿蘇氏を攻撃する。
その後、大友氏の勢力圏である筑後国・筑前国にも侵入。天正14年（1586年）、高橋紹運の籠もる筑前岩屋城攻防戦（岩屋城の戦い）では奮闘するも大きな被害を受けた。態勢を立て直した後、島津家久に従ってへ日向国側から豊後国へ侵入（豊薩合戦）、豊後国内を転戦する。豊後国鶴崎城攻めに野村文綱・白浜重政らと参加したが、天正15年（1587年）3月15日、退却中に鶴崎城代の吉岡妙林の奇襲を受けて討死した。

## 系譜
- 父：伊集院忠胤
- 母：不詳
- 妻：不詳
  - 男子：伊集院忠許